# Thomas Nystedt
Nils Thomas Nystedt, född 1 juli 1948 i Borås, är en svensk skådespelare.
Nystedt var engagerad vid Backa Teater innan han kom till Göteborgs Stadsteater 1981, där han har ingått i den fasta ensemblen.

## Filmografi
- 1975 – Gyllene år (TV-serie)
- 1981 – Stjärnhuset (TV-serie)
- 1986 – Gösta Berlings saga (TV-serie)
- 1988 – Nya tider (TV-serie)
- 1988 – Enligt beslut
- 1989 – Sparvöga (TV-serie)
- 1990 – Kurt Olsson – filmen om mitt liv som mig själv
- 1993 – Konsulten
- 1996 – En fyra för tre (TV-serie)
- 1996 – Rika barn leka bäst
- 1998 – Älskade Lotten (TV-serie)
- 1998 – Vita lögner (TV-serie)
- 1998 – Rena rama Rolf (TV-serie)
- 1999 – Min gud varför har du övergivit mig!!??
- 1999 – Hem till byn (TV-serie)
- 2001 – En ängels tålamod (TV-serie)
- 2001 – Kommissarie Winter (TV-serie)
- 2005 – Saltön (TV-serie)
- 2011 – Pang på pensionatet (TV-serie) (folklustspel)
- 2013 – Faro
- 2019 – Enkelstöten (TV-serie)

## Teater

### Roller
| År   | Roll                                      | Produktion                                         | Regi                                                | Teater                   |
| ---- | ----------------------------------------- | -------------------------------------------------- | --------------------------------------------------- | ------------------------ |
| 1984 | Nino Kassiopeja                           | Momo Michael Ende                                  | Margita Ahlin Jonas Falk Maria Gonzalez Eva Persson | Göteborgs stadsteater    |
| 1997 | Macheath                                  | Tolvskillingsoperan Bertolt Brecht och Kurt Weill  | Gunilla Berg                                        | Göteborgs stadsteater    |
| 1999 |                                           | Den europeiska kritcirkeln Bertolt Brecht          | Jasenko Selimović                                   | Göteborgs stadsteater    |
| 2001 |                                           | Brand Henrik Ibsen                                 | Ole Anders Tandberg                                 | Göteborgs stadsteater    |
| 2001 |                                           | Hair James Rado, Gerome Ragni och Galt MacDermot   | Alexa Ther                                          | Göteborgs stadsteater    |
| 2003 |                                           | Allt eller inget Terrence McNally och David Yazbek | Åsa Melldahl                                        | Göteborgs stadsteater    |
| 2006 |                                           | Körsbärsträdgården Anton Tjechov                   | Rimas Tuminas                                       | Göteborgs Stadsteater    |
| 2006 |                                           | Woyzeck Georg Büchner                              | Stefan Metz                                         | Göteborgs Stadsteater    |
| 2007 | Hilmer Westlund                           | Bröllopsbesvär Stig Larsson efter Stig Dagerman    | Johan Wahlström                                     | Göteborgs stadsteater    |
| 2007 |                                           | Romeo och Julia William Shakespeare                | Maria Löfgren                                       | Göteborgs stadsteater    |
| 2007 | Greve Lerma                               | Don Carlos Friedrich Schiller                      | Eva Bergman                                         | Göteborgs stadsteater    |
| 2007 |                                           | Storstadsljus Howard Korder                        | Stefan Metz                                         | Göteborgs stadsteater    |
| 2008 |                                           | Sista dansen Carin Mannheimer                      | Carin Mannheimer                                    | Göteborgs stadsteater    |
| 2011 |                                           | Profeten i Västra Götaland Sofia Fredén            | Anna Takanen                                        | Göteborgs stadsteater    |
| 2011 | Doktor Valter Friberg Karl Persson        | Pang på pensionatet Krister Classon                | Krister Classon                                     | Vallarnas friluftsteater |
| 2017 |                                           | Karl Gerhard Irena Kraus                           | Eva Bergman                                         | Göteborgs stadsteater    |
| 2018 | Filip Landahl, regissör Poliskommissarien | Fanny och Alexander Ingmar Bergman                 | Eva Bergman                                         | Göteborgs stadsteater    |